# 尖葉仙鶴蘚
尖葉仙鶴蘚（学名：Atrichum rhystophyllum）为土馬騣科仙鶴蘚屬下的一个种。